# Marvel vs. Capcom (серия игр)
Marvel vs. Capcom (яп. マーヴル VS. カプコン Māvuru bāsasu Kapukon) — серия игр-кроссоверов в жанре файтинга, разработанных и изданных Capcom, с участием персонажей из франшиз этой компании и героев американских комиксов издательства Marvel Comics. Изначально проекты серии выходили исключительно на аркадных автоматах, однако впоследствии представители Capcom и сторонних студий портировали их на другие платформы.
Хотя в играх Marvel vs. Capcom использовались элементы игрового процесса X-Men: Children of the Atom и Marvel Super Heroes — ранних проектов Capcom с участием персонажей Marvel, разработчики заменили одиночные сражения на командные: игрок формирует группу из двух или трёх бойцов и противостоит управляемым ИИ или другим пользователем противникам; во время боя он переключается между персонажами, благодаря чему у неактивных героев восстанавливаются очки здоровья. Особенностями проектов этой серии являются механика персонажей поддержки и поединки в воздухе.
Игры серии Marvel vs. Capcom получили преимущественно положительные отзывы критиков, которые хвалили их динамичный игровой процесс, яркие визуальные эффекты и большое количество персонажей. 

## Игры
| 1996      | X-Men vs. Street Fighter                               |
| 1997      | Marvel Super Heroes vs. Street Fighter                 |
| 1998      | Marvel vs. Capcom: Clash of Super Heroes               |
| 1999      |                                                        |
| 2000      | Marvel vs. Capcom 2: New Age of Heroes                 |
| 2001–2010 |                                                        |
| 2011      | Marvel vs. Capcom 3: Fate of Two Worlds                |
| 2011      | Ultimate Marvel vs. Capcom 3                           |
| 2012      | Marvel vs. Capcom Origins                              |
| 2013–2016 |                                                        |
| 2017      | Marvel vs. Capcom: Infinite                            |
| 2018–2023 |                                                        |
| 2024      | Marvel vs. Capcom Fighting Collection: Arcade Classics |

Основные игры
- X-Men vs. Street Fighter — аркадная игра, выпущенная в 1996 году[1]. В 1997 году была портирована на Sega Saturn, а год спустя на PlayStation[2][3]. В этом проекте появились основные элементы игрового процесса серии, в основу которого легли бои из франшизы Street Fighter и механика командных сражений[4]. Также её разработчики вдохновлялись ранними файтингами Capcom  с участием персонажей Marvel Comics — X-Men: Children of the Atom и Marvel Super Heroes[5].
- Marvel Super Heroes vs. Street Fighter была выпущена на аркадных автоматах в 1997 году[1]. Релиз версии для Sega Saturn состоялся в 1998 году, а год спустя игра вышла на PlayStation[6][7]. Помимо Людей Икс, в игре появились другие популярные персонажи Marvel, такие как Капитан Америка, Халк и Человек-паук[4]. Также в ней дебютировала механика персонажей поддержки, которая использовалась в следующих проектах серии[5].
- Marvel vs. Capcom: Clash of Super Heroes была выпущена на аркадных автоматах в 1998 году[1] и портирована на Dreamcast и PlayStation год спустя[8]. Помимо персонажей из Street Fighter, в игре появились герои из других франшиз Capcom, такие как Мегамен, Морриган и Страйдер Хирю[4]. В отличие от Marvel Super Heroes vs. Street Fighter, игра случайным образом определяет персонажей поддержки перед началом поединка[9].
- Marvel vs. Capcom 2: New Age of Heroes была выпущена на аркадных автоматах и Dreamcast в 2000 году[10][11]. В 2002 году состоялся выход версий на PlayStation 2 и Xbox[12][13]. В 2009 игра стала доступна на Xbox 360 через Xbox Live Arcade и на PlayStation 3 через PlayStation Store[14]. В 2012 году вышла версия для iOS[15]. Помимо большого количества персонажей, в проект вернулась механика персонажей поддержки из Marvel Super Heroes vs. Street Fighter, а формат сражений 2 на 2 был изменён на 3 на 3[16] .
- Marvel vs. Capcom 3: Fate of Two Worlds была выпущена на PlayStation 3 и Xbox 360 в 2011 году[17]. Несмотря на сохранение двухмерной боевой системы, в игре используются трёхмерные спрайты персонажей. Разработчики упростили управление, чтобы сделать проект более доступным для новых игроков[18].
- Ultimate Marvel vs. Capcom 3 — обновлённая версия Marvel vs. Capcom 3, которая вышла на PlayStation 3, PlayStation Vita и Xbox 360 в 2011 году[19][20]. В 2016 году она стала доступна на PlayStation 4 через PlayStation Network, а год спустя состоялся релиз для Xbox One через Xbox Live Arcade и Microsoft Windows через Steam[21]. В ней появились новые персонажи, локации, режимы и другие улучшения для исправления игрового баланса и сетевых функций[22].
- Marvel vs. Capcom: Infinite была выпущена в 2017 на PlayStation 4, Xbox One и Microsoft Windows[23][24]. В игру вернулись сражения в формате 2 на 2 из ранних проектов Marvel vs. Capcom, а вместо механики вспомогательных атак персонажей-поддержки были добавлены командные комбо[24][25]. Разработчики добавили в игру механику Камней Бесконечности: в зависимости от выбранного камня персонажи либо приобретают уникальные способности, либо становятся сильнее[25]. Infinite стала первым проектом франшизы с кинематографичным сюжетом[26].

Сборники
- Marvel vs. Capcom Origins — сборник, в состав которого вошли игры Marvel Super Heroes и Marvel vs. Capcom: Clash of Super Heroes. В 2012 году он стал доступен для приобретения на игровых сервисах PlayStation 3 и Xbox 360 — PlayStation Network и Xbox Live Arcade[27]. В Origins были добавлены высококачественные визуальные эффекты, улучшенный многопользовательский онлайн-режим, система испытаний и различный открываемый внутриигровой контент[27].
- Marvel vs. Capcom Fighting Collection: Arcade Classics — сборник, состоящий из 7 созданных по лицензии Marvel игр Capcom, которые изначально разрабатывались для аркадных автоматов — The Punisher, X-Men: Children of the Atom, Marvel Super Heroes, X-Men vs. Street Fighter, Marvel Super Heroes vs. Street Fighter, Marvel vs. Capcom: Clash of Super Heroes и Marvel vs. Capcom 2: New Age of Heroes[28]. В 2024 году Arcade Classics вышла на Windows, PlayStation 4 и Nintendo Switch, а год спустя — на Xbox One[28].

### Связанные медиа
В 2011 году компания Art Asylum создала фигурки персонажей Marvel vs. Capcom 3: Fate of Two Worlds в рамках линейки Minimates.
В 2012 году Udon Entertainment выпустила 200-страничный артбук под названием Marvel vs. Capcom: Official Complete Works с изображениями внутриигрового контента игры Capcom по лицензии Marvel — от The Punisher до Ultimate Marvel vs. Capcom 3 —, в состав которого также вошли работы различных художников комиксов: Акимана, Бенгуса, Синкиро, Джо Мадурейры, Ади Гранова, Джо Нг, Лонг Во, Чамбы, Адама Уоррена и Такеси Миядзавы. 11 июля того же года на San Diego Comic-Con International было продемонстрировано эксклюзивное издание артбука с твёрдой обложкой; в комплекте с ним также шла съёмная обложка, созданная художником Udon Entertainment и Capcom Элвином Ли. В ноябре того же года Diamond Comics выпустила стандартное издание артбука с мягкой обложкой.
Вселенная Marvel vs. Capcom получила название Земля-30847 в рамках концепции мультивселенной из комиксов издательства Marvel. Версия Человека-паука из игровой франшизы появляется в комиксе-кроссовере Spider-Verse, где проигрывает суперзлодею Морлану. В 2017 году Marvel Entertainment выпустила комикс-приквел к Infinite под названием Marvel vs. Capcom: Infinite Horizions, в котором Рю и Халк сражаются с существами из игровой серии Monster Hunter.

## Игровой процесс

Скриншот игрового процесса Marvel vs. Capcom 3: Fate of Two Worlds с участием Сянь-Ко и Фелиции из серии Darkstalkers от Capcom и Железного человека из вселенной Marvel

В ранних проектах серии Marvel vs. Capcom использовались элементы игрового процесса X-Men: Children of the Atom и Marvel Super Heroes: игроки соревнуются друг с другом или с ИИ в поединках с участием персонажей из франшиз Marvel Comics и Capcom, каждый из которых обладает уникальным набором движений и специальными атаками. Пользователи комбинируют движения джойстика и кнопки контроллера, чтобы использовать различные приёмы для победы в сражениях, для достижения которой им необходимо исчерпать очки здоровья противника или сохранить большее количество этих очков, чем он после истечения таймера. В отличие от предшествовавших им файтингов Capcom по лицензии Marvel, в проектах серии Marvel vs. Capcom игровой процесс построен вокруг командных сражений 2 на 2 или 3 на 3: в них игрок формирует команды из нескольких бойцов, у каждого из которых есть свои очки здоровья. Вспомогательные персонажи остаются за пределами экрана, до тех пор, пока игрок не поменяет их местами с основными бойцами во время сражения. По мере получения урона, часть шкалы жизни выбранного персонажа становится красной и отображает количество очков здоровья, которое тот может восстановить за пределами экрана. Кроме того, во время получения и нанесения урона в нижней части экрана также заполняется «шкала гиперкомбо» — с её помощью игрок выполняет мощную атаку, сопровождающуюся кинематографичным роликом. Когда шкала жизни одного из персонажей полностью истощается, другой боец автоматически вступает в игру.
Игровой процесс менялся на протяжении всей истории франшизы: например, в X-Men vs. Street Fighter появились командные сражения 2 на 2, а в Marvel Super Heroes vs. Street Fighter персонажи поддержки, которые выполняли специальные атаки вместе с основными бойцами. В Marvel vs. Capcom: Clash of Super Heroes перед каждым матчем случайным образом выбирались неигровые персонажи с уникальными вспомогательными атаками, количество которых было ограничено в пределах одного раунда. Механика персонажей поддержки из Marvel Super Heroes vs. Street Fighter вернулась в Marvel vs. Capcom 2: New Age of Heroes, в результате чего у игроков вновь появилась возможность свободно призывать на помощь бойцов за пределами экрана. Также в Marvel vs. Capcom 2 формат сражений был изменён с 2 на 2 на 3 на 3. В Marvel vs. Capcom 3: Fate of Two Worlds дебютировала механика X-Factor, которая на короткое время обеспечивает повышенный урон, скорость и восстановление здоровья персонажей. В Marvel vs. Capcom: Infinite вернулся формат сражений 2 на 2, а вместо механики из Marvel Super Heroes vs. Street Fighter появилась Active Switch: игрок получает возможность мгновенно переключаться между двумя выбранными бойцами, даже во время анимации атаки или в случае нахождения основного персонажа в воздухе. Также в Infinite была добавлена механика Камней Бесконечности, каждый из которых предоставляет определённую способность.
Другим отличительным элементом игрового процесса Marvel vs. Capcom являются поединки в воздухе: сначала игрок использует приём Launcher, позволяющий подбросить оппонента вверх, после чего его персонаж отрывается от земли с помощью механики Super Jump и продолжает атаку, формируя так называемые Air Combos или Aerial Raves. В Marvel vs. Capcom 3 у пользователя появилась возможность продлить комбо путём призыва персонажей поддержки, которые присоединяются к атаке.
Представители Capcom неоднократно изменяли систему управления, чтобы сделать проекты Marvel vs. Capcom более доступными для новых пользователей. В первых трёх частях используется  система из шести кнопок, которые отвечают за лёгкие, средние и тяжёлые атаки руками и ногами. В Marvel vs. Capcom 2 количество кнопок атаки сокращено до четырёх — ударов руками и ногами и двух специальных вспомогательных атак. В Marvel vs. Capcom 3 система управления сократилась до трёх кнопок атак — лёгких, средних и тяжёлых —, двух вспомогательных атак и кнопки для использования Launcher и последующего переключения между бойцами во время выполнения воздушных комбо. Также в Marvel vs. Capcom 3 были добавлены два варианта управления — обычный режим и простой режим. В простом режиме, разработанном для игроков-новичков, для использования специальных приёмов и гиперкомбо пользователю достаточно нажать одну кнопку, однако, в этом случае количество доступных комбинаций существенно сокращается. Хотя управление в Marvel vs. Capcom: Infinite по большей части напоминает управление из Marvel vs. Capcom 2 — четыре кнопки атаки и две дополнительные кнопки для смены персонажей и активации способностей Камня Бесконечности — в ней была введена новая система «автокомбо», при которой наземные и воздушные комбо выполняется путём многократного нажатия кнопки лёгкого удара.

## Персонажи
В проектах серии Marvel vs. Capcom появились более 100 персонажей, большая часть которых дебютировала в комиксах издательства Marvel Comics и игровых франшизах Capcom. Кроме того, в играх фигурировали оригинальные персонажи — Норимаро из Marvel Super Heroes vs. Street Fighter, а также Аминго, Руби Харт и СонСон из Marvel vs. Capcom 2: New Age of Heroes. Помимо игровых бойцов, в проектах серии также присутствовали второстепенные герои из вселенных Marvel и Capcom. В Marvel Super Heroes vs. Street Fighter и Marvel vs. Capcom: Clash of Super Heroes есть секретные персонажи, которые становятся доступны для прохождения путём введения определённых комбинаций на джойстике на экране выбора персонажа Эти секретные персонажи представляют собой альтернативные скины основных бойцов. В Clash of Super Heroes также присутствуют неиграбельные персонажи поддержки в рамках механики Guest Character/Special Partner.
В поздних проектах франшизы игроки в состоянии управлять боссами; исключением является Абисс из Marvel vs. Capcom 2. Неигровые персонажи часто фигурируют в качестве камео в кат-сценах и на фоне уровней, а также на «картах способностей» в режиме Heroes and Heralds из Ultimate Marvel vs. Capcom 3. Рю и Чун-Ли — единственные бойцы, которые появляются во всех играх серии.
| Персонаж             | Франшиза    | XvSF | MSHvSF | MvC | MvC2 | MvC3                | UMvC3               | MvCI                |
| -------------------- | ----------- | ---- | ------ | --- | ---- | ------------------- | ------------------- | ------------------- |
| Акума                | Capcom      | Yes  | 1      | 4   | Yes  | Yes                 | Yes                 | No                  |
| Альберт Вескер       | Capcom      | No   | No     | No  | No   | Yes                 | Yes                 | No                  |
| Аматэрасу            | Capcom      | No   | No     | No  | No   | Yes                 | Yes                 | No                  |
| Аминго               | Capcom      | No   | No     | No  | Yes  | No                  | No                  | No                  |
| Анакарис             | Capcom      | No   | No     | No  | Yes  | No                  | No                  | No                  |
| Апокалипсис          | Marvel      | 1    | 1      | No  | No   | No                  | No                  | No                  |
| Артур                | Capcom      | No   | No     | 5   | No   | Yes                 | Yes                 | Yes                 |
| Би Би Худ            | Capcom      | No   | No     | No  | Yes  | No                  | No                  | No                  |
| Блэкхарт             | Marvel      | No   | 2      | No  | Yes  | No                  | No                  | No                  |
| Чёрная пантера       | Marvel      | No   | No     | No  | No   | No                  | No                  | Загружаемый контент |
| Чёрная вдова         | Marvel      | No   | No     | No  | No   | No                  | No                  | Загружаемый контент |
| Кейбл                | Marvel      | No   | No     | No  | Yes  | No                  | No                  | No                  |
| Кэмми Уайт           | Capcom      | Yes  | No     | No  | Yes  | No                  | No                  | No                  |
| Капитан Америка      | Marvel      | No   | 2      | 2   | Yes  | Yes                 | Yes                 | Yes                 |
| Капитан Коммандо     | Capcom      | No   | No     | Yes | Yes  | No                  | No                  | No                  |
| Капитан Марвел       | Marvel      | No   | No     | No  | No   | No                  | No                  | Yes                 |
| Чарли Нэш            | Capcom      | Yes  | 2      | 2   | Yes  | No                  | No                  | No                  |
| Крис Редфилд         | Capcom      | No   | No     | No  | No   | Yes                 | Yes                 | Yes                 |
| Чунь Ли              | Capcom      | Yes  | Yes    | 2   | Yes  | Yes                 | Yes                 | Yes                 |
| Колосс               | Marvel      | No   | No     | 5   | Yes  | No                  | No                  | No                  |
| Кримсон Вайпер       | Capcom      | No   | No     | No  | No   | Yes                 | Yes                 | No                  |
| Циклоп               | Marvel      | Yes  | Yes    | 5   | Yes  | No                  | No                  | No                  |
| Дан Хибики           | Capcom      | No   | Yes    | No  | Yes  | No                  | No                  | No                  |
| Данте                | Capcom      | No   | No     | No  | No   | Yes                 | Yes                 | Yes                 |
| Дэдпул               | Marvel      | No   | No     | No  | No   | Yes                 | Yes                 | No                  |
| Дхалсим              | Capcom      | Yes  | Yes    | No  | Yes  | No                  | No                  | No                  |
| Доктор Дум           | Marvel      | No   | No     | No  | Yes  | Yes                 | Yes                 | No                  |
| Доктор Стрэндж       | Marvel      | No   | No     | No  | No   | No                  | Yes                 | Yes                 |
| Дормамму             | Marvel      | No   | No     | No  | No   | Yes                 | Yes                 | Yes                 |
| Фелиция              | Capcom      | No   | No     | No  | Yes  | Yes                 | Yes                 | No                  |
| Файрбренд            | Capcom      | No   | No     | No  | No   | No                  | Yes                 | Yes                 |
| Фрэнк Уэст           | Capcom      | No   | No     | No  | No   | No                  | Yes                 | Yes                 |
| Галактус             | Marvel      | No   | No     | No  | No   | No                  | 1                   | No                  |
| Гамбит               | Marvel      | Yes  | No     | Yes | Yes  | No                  | No                  | No                  |
| Гамора               | Marvel      | No   | No     | No  | No   | No                  | No                  | Yes                 |
| Призрачный гонщик    | Marvel      | No   | No     | No  | No   | No                  | Yes                 | Yes                 |
| Гайл                 | Capcom      | No   | No     | No  | Yes  | No                  | No                  | No                  |
| Соколиный глаз       | Marvel      | No   | No     | No  | No   | No                  | Yes                 | Yes                 |
| Хаято Канзаки        | Capcom      | No   | No     | No  | Yes  | No                  | No                  | No                  |
| Хсиен-Ко             | Capcom      | No   | No     | No  | No   | Yes                 | Yes                 | No                  |
| Халк                 | Marvel      | No   | Yes    | 2   | Yes  | Yes                 | Yes                 | Yes                 |
| Человек-лёд          | Marvel      | No   | No     | 5   | Yes  | No                  | No                  | No                  |
| Железный Кулак       | Marvel      | No   | No     | No  | No   | No                  | Yes                 | No                  |
| Железный человек     | Marvel      | No   | No     | No  | Yes  | Yes                 | Yes                 | Yes                 |
| Джеда Дома           | Capcom      | No   | No     | No  | No   | No                  | No                  | Yes                 |
| Джилл Валентайн      | Capcom      | No   | No     | No  | Yes  | Загружаемый контент | Загружаемый контент | No                  |
| Дзин Саотомэ         | Capcom      | No   | No     | Yes | Yes  | No                  | No                  | No                  |
| Джаггернаут          | Marvel      | Yes  | No     | 5   | Yes  | No                  | No                  | No                  |
| Кен Мастерс          | Capcom      | Yes  | Yes    | 4   | Yes  | No                  | No                  | No                  |
| Магнето              | Marvel      | Yes  | No     | 5   | Yes  | Yes                 | Yes                 | No                  |
| Мэрроу               | Marvel      | No   | No     | No  | Yes  | No                  | No                  | No                  |
| М. Байсон            | Capcom      | Yes  | Yes    | No  | Yes  | No                  | No                  | No                  |
| Mega Man             | Capcom      | No   | No     | Yes | Yes  | No                  | No                  | No                  |
| Майк Хаггар          | Capcom      | No   | No     | No  | No   | Yes                 | Yes                 | Yes                 |
| МОДОК                | Marvel      | No   | No     | No  | No   | Yes                 | Yes                 | No                  |
| Охотница на монстров | Capcom      | No   | No     | No  | No   | No                  | No                  | Загружаемый контент |
| Морриган Энсленд     | Capcom      | No   | No     | 2   | Yes  | Yes                 | Yes                 | Yes                 |
| Нейтан Спенсер       | Capcom      | No   | No     | No  | No   | Yes                 | Yes                 | Yes                 |
| Немезис              | Capcom      | No   | No     | No  | No   | No                  | Yes                 | Yes                 |
| Норимаро             | Отсутствует | No   | 3      | No  | No   | No                  | No                  | No                  |
| Нова                 | Marvel      | No   | No     | No  | No   | No                  | Yes                 | Yes                 |
| Красный Омега        | Marvel      | No   | Yes    | No  | Yes  | No                  | No                  | No                  |
| Натиск               | Marvel      | No   | No     | 1   | No   | No                  | No                  | No                  |
| Феникс               | Marvel      | No   | No     | No  | No   | Yes                 | Yes                 | No                  |
| Феникс Райт          | Capcom      | No   | No     | No  | No   | No                  | Yes                 | No                  |
| Псайлок              | Marvel      | No   | No     | 5   | Yes  | No                  | No                  | No                  |
| Енот Ракета          | Marvel      | No   | No     | No  | No   | No                  | Yes                 | Yes                 |
| Шельма               | Marvel      | Yes  | No     | 5   | Yes  | No                  | No                  | No                  |
| Ролл                 | Capcom      | No   | No     | Yes | Yes  | No                  | No                  | No                  |
| Руби Харт            | Capcom      | No   | No     | No  | Yes  | No                  | No                  | No                  |
| Рю                   | Capcom      | Yes  | Yes    | Yes | Yes  | Yes                 | Yes                 | Yes                 |
| Саблезубый           | Marvel      | Yes  | No     | No  | Yes  | No                  | No                  | No                  |
| Сакура Касугано      | Capcom      | No   | 2      | No  | Yes  | No                  | No                  | No                  |
| Страж                | Marvel      | No   | No     | 5   | Yes  | Yes                 | Yes                 | No                  |
| Сервбот              | Capcom      | No   | No     | No  | Yes  | No                  | No                  | No                  |
| Женщина-Халк         | Marvel      | No   | No     | No  | No   | Yes                 | Yes                 | No                  |
| Шума-Горат           | Marvel      | No   | Yes    | No  | Yes  | Загружаемый контент | Загружаемый контент | No                  |
| Сигма                | Capcom      | No   | No     | No  | No   | No                  | No                  | Загружаемый контент |
| Серебряный Самурай   | Marvel      | No   | No     | No  | Yes  | No                  | No                  | No                  |
| СонСон               | Capcom      | No   | No     | No  | Yes  | No                  | No                  | No                  |
| Человек-паук         | Marvel      | No   | 2      | Yes | Yes  | Yes                 | Yes                 | Yes                 |
| Спираль              | Marvel      | No   | No     | No  | Yes  | No                  | No                  | No                  |
| Шторм                | Marvel      | Yes  | No     | 5   | Yes  | Yes                 | Yes                 | No                  |
| Страйдер Хирю        | Capcom      | No   | No     | Yes | Yes  | No                  | Yes                 | Yes                 |
| Супер-Скрулл         | Marvel      | No   | No     | No  | No   | Yes                 | Yes                 | No                  |
| Таскмастер           | Marvel      | No   | No     | No  | No   | Yes                 | Yes                 | No                  |
| Танос                | Marvel      | No   | No     | No  | Yes  | No                  | No                  | Yes                 |
| Тор                  | Marvel      | No   | No     | 5   | No   | Yes                 | Yes                 | Yes                 |
| Триш                 | Capcom      | No   | No     | No  | No   | Yes                 | Yes                 | No                  |
| Трон Бонн            | Capcom      | No   | No     | No  | Yes  | Yes                 | Yes                 | No                  |
| Альтрон              | Marvel      | No   | No     | No  | No   | No                  | No                  | Yes                 |
| Веном                | Marvel      | No   | No     | 2   | Yes  | No                  | No                  | Загружаемый контент |
| Вергилий             | Capcom      | No   | No     | No  | No   | No                  | Yes                 | No                  |
| Любознательный Джо   | Capcom      | No   | No     | No  | No   | Yes                 | Yes                 | No                  |
| Воитель              | Marvel      | No   | No     | 2   | Yes  | No                  | No                  | No                  |
| Зимний солдат        | Marvel      | No   | No     | No  | No   | No                  | No                  | Загружаемый контент |
| Росомаха             | Marvel      | Yes  | Yes    | Yes | 6    | Yes                 | Yes                 | No                  |
| Экс                  | Capcom      | No   | No     | No  | No   | No                  | No                  | Yes                 |
| Икс-23               | Marvel      | No   | No     | No  | No   | Yes                 | Yes                 | No                  |
| Зангиев              | Capcom      | Yes  | 2      | Yes | Yes  | No                  | No                  | No                  |
| Зеро                 | Capcom      | No   | No     | No  | No   | Yes                 | Yes                 | Yes                 |
| Итого                | Итого       | 18   | 20     | 17  | 56   | 38                  | 51                  | 36                  |

- 1↑ Игрок может управлять финальными персонажами-боссами Апокалипсисом, Кибер Акумой, Галактусом и Натиском против орд управляемых ИИ врагов в режимах боссов.
- 2↑ Альтернативные скины Блэкхарта (Мефисто), Капитана Америки (Агент США), Чарли (Тень), Чунь Ли (Леди-тень), Халка (Красный Халк), Морригана (Лилит), Сакуры (Сожженная на солнце Сакура), Человека-паука (Бронерованный Человек-паук), Венома (Гипер Веном), Воителя (Мега Воитель) и Зангиева (Меха Зангиев) появляются в качестве секретных персонажей.
- 3↑ Норимиро является эксклюзивным персонажем для японских аркадной и консольной версий Marvel Super Heroes vs. Street Fighter.
- 4↑ В Marvel vs. Capcom: Clash of Super Heroes у Рю есть специальная способность под названием Complete Change, которая позволяет ему использовать боевые стили Кена и Акумы.
- 5↑ Персонажи поддержки.
- 6↑ Альтернативная версия Росомахи под названием Росомаха с костяными когтями появляется в Marvel vs. Capcom 2: New Age of Heroes как отдельный игровой персонаж.

## История

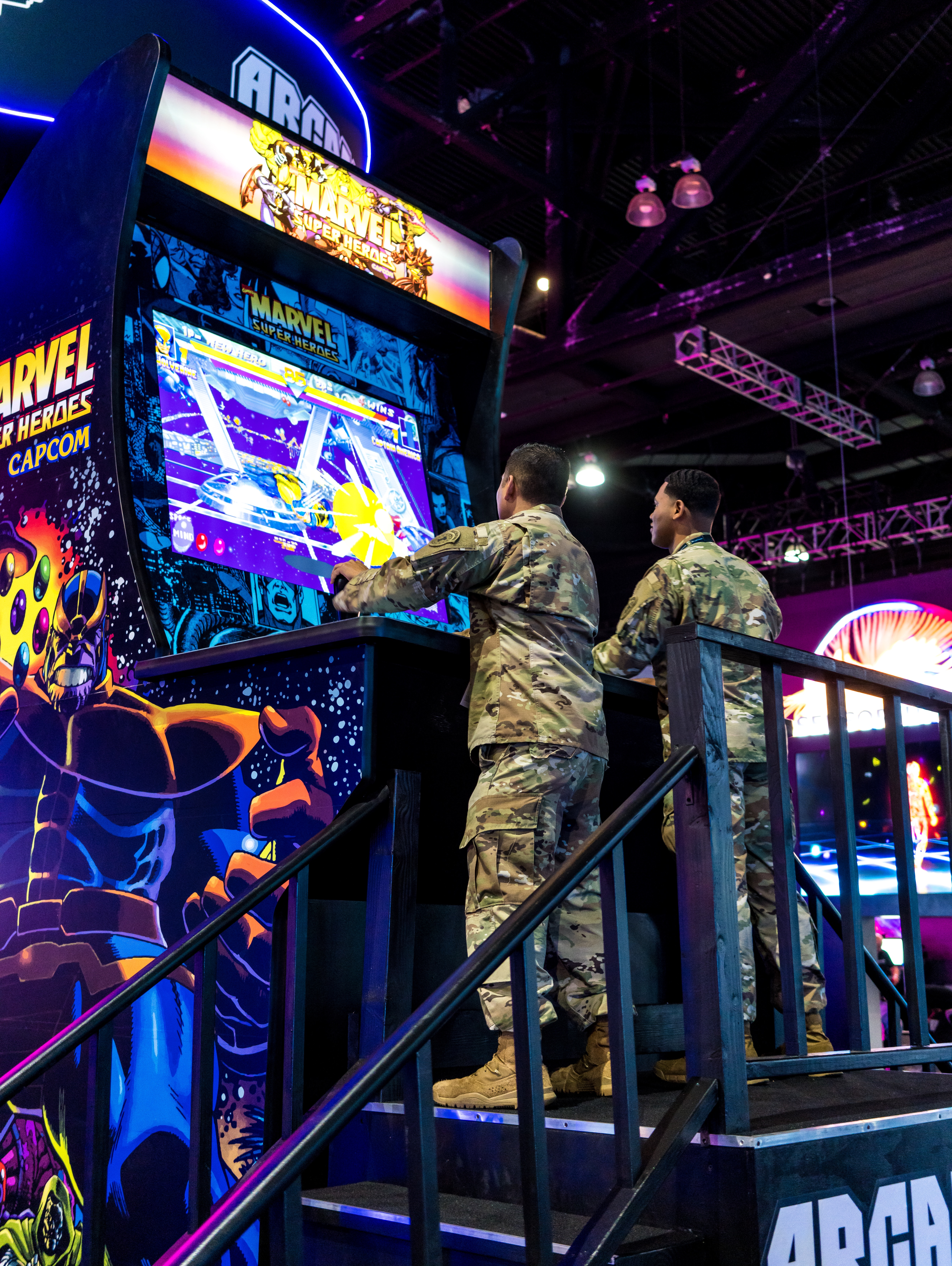
Аркадный автомат с Marvel Super Heroes на E3 2019

Сотрудничество Capcom и Marvel началось в 1993 году, во время разработки The Punisher — beat ’em up для аркадных автоматов, основанного на комиксах об одноимённом персонаже. Год спустя Capcom выпустила первый файтинг по лицензии Marvel под названием X-Men: Children of the Atom, а в 1995 году состоялся релиз Marvel Super Heroes. В этих играх появились многие элементы игрового процесса, которые в дальнейшем использовались в проектах франшизы Marvel vs. Capcom. В 2011 году тогдашний директор по стратегическому маркетингу онлайн-ресурсов и сообщества Capcom USA Сет Киллиан заявил, что по мнению многих фанатов файтингов и его самого, X-Men: Children of the Atom и Marvel Super Heroes заложили основу для серии.
Источником вдохновения для механики командных боёв послужила пасхалка из файтинга Capcom 1995 года Street Fighter Alpha: в секретном режиме Dramatic Battle два управляющих Рю и Кеном игрока сражаются против управляемого ИИ М. Байсона; сама пасхалка была основана на похожей сцене из финальной битвы из анимационного фильма «Уличный боец 2». Представители Capcom решили реализовать механику командных сражений в следующем проекте по лицензии Marvel, которым стал кроссовер между мутантами из комиксов о Людях Икс и бойцами их франшизы Street Fighter, получивший название X-Men vs. Street Fighter. Релиз игры на японских игровых автоматах состоялся в 1996 году.
В 1997 году в продажу поступила игра Marvel Super Heroes vs. Street Fighter, в которой большая часть Людей Икс была заменена другими персонажами вселенной Marvel, а также появилась механика персонажей поддержки. В вышедшей в 1998 году Marvel vs. Capcom: Clash of Super Heroes большинство бойцов Street Fighter заменили герои из других игровых франшиз Capcom, таких как Mega Man и Darkstalkers. В 1999 году представители Capcom объявили о разработке следующего проекта серии под названием Marvel vs. Capcom 2: New Age of Heroes, в котором использовался контент из предыдущих файтингов компании, включая Street Fighter Alpha, Darkstalkers и более ранние проекты Marvel vs. Capcom, в результате чего список игровых персонажей расширился до 56 бойцов. Вскоре после выпуска портов Marvel vs. Capcom 2 на PlayStation 2 и Xbox, у Capcom закончилась лицензия на использование персонажей Marvel, что привело к закрытию серии. В 2008 году Marvel и Capcom возобновили сотрудничество после коммерческого успеха Street Fighter IV, возродившей популярность двухмерных файтингов. В 2010 году представители Capcom объявили о разработке следующего проекта серии под названием Marvel vs. Capcom 3: Fate of Two Worlds. Релиз игры состоялся в 2011 году, после чего в продажу поступила его обновлённая версия — Ultimate Marvel vs. Capcom 3. В 2012 году был выпущен сборник Marvel vs. Capcom Origins.
После выхода Ultimate Marvel vs. Capcom 3 для PlayStation Vita в 2012 году новая материнская компания Marvel The Walt Disney Company, которая приобрела её в 2009 году, не стала продлевать лицензию Capcom на использование персонажей Marvel и вместо этого решила поместить их в свою серию Disney Infinity. По этой причине в 2013 году Capcom отозвала Ultimate Marvel vs. Capcom 3, Marvel vs. Capcom 2: New Age of Heroes и Marvel vs. Capcom Origins из Xbox Live Arcade и PlayStation Network. В мае 2016 года представители Disney объявили о закрытии игрового подразделения компании, что позволило сторонним разработчикам игр, включая Capcom, вернуться к переговорам на предмет приобретения лицензии на использование персонажей Marvel. 3 декабря того же года во время мероприятия Sony PlayStation Experience состоялся анонс Marvel vs. Capcom: Infinite, которая вышла в следующем году.
Анонс Marvel vs. Capcom Fighting Collection: Arcade Classics состоялся в июне 2024 года, во время презентации Nintendo Direct. Представители Capcom заявили, что в сборник войдут семь игр для аркадных автоматов с участием персонажей Marvel, причём это будет первое переиздание для консолей проектов Marvel Super Heroes, Marvel vs. Capcom: Clash of Super Heroes и Marvel vs. Capcom 2: New Age of Heroes с момента их исчезновения с платформ седьмого поколения. Разработчики Arcade Classics также впервые портировали на консоли аркадную игру The Punisher и переиздали файтинги X-Men: Children of the Atom, X-Men vs. Street Fighter и Marvel Super Heroes vs. Street Fighter.

## Восприятие
| Игра                                     | GameRankings                                                 | Metacritic                                                                     |
| ---------------------------------------- | ------------------------------------------------------------ | ------------------------------------------------------------------------------ |
| X-Men vs. Street Fighter                 | 64% (PS) 82% (SAT)                                           | Н/Д                                                                            |
| Marvel Super Heroes vs. Street Fighter   | 74% (PS) 77% (SAT)                                           | Н/Д                                                                            |
| Marvel vs. Capcom: Clash of Super Heroes | 80% (DC) 75% (PS)                                            | Н/Д                                                                            |
| Marvel vs. Capcom 2: New Age of Heroes   | 90% (DC) 76% (PS2) 67% (Xbox) 83% (X360) 86% (PS3) 61% (iOS) | 90/100 (DC) 76/100 (PS2) 65/100 (Xbox) 82/100 (X360) 85/100 (PS3) 64/100 (iOS) |
| Marvel vs. Capcom 3: Fate of Two Worlds  | 86% (X360) 86% (PS3)                                         | 85/100 (X360) 84/100 (PS3)                                                     |
| Ultimate Marvel vs. Capcom 3             | 81% (PS3) 81% (X360) 82% (Vita) 79% (PS4)                    | 80/100 (PS3) 79/100 (X360) 80/100 (Vita) 77/100 (PS4)                          |
| Marvel vs. Capcom Origins                | 72% (PS3) 80% (X360)                                         | 72/100 (PS3) 78/100 (X360)                                                     |
| Marvel vs. Capcom: Infinite              | 71% (PS4) 77% (XONE) 70% (PC)                                | 72/100 (PS4) 77/100 (XONE) 69/100 (PC)                                         |

Проекты серии Marvel vs. Capcom получили преимущественно положительные оценки от игровых рецензентов. По словам президента и главного операционного директора Capcom Харухиро Цудзимото, игры франшизы приобрели большую популярность, особенно за пределами Японии. 
Критики хвалили первые три игры серии — X-Men vs. Street Fighter, Marvel Super Heroes vs. Street Fighter и Marvel vs. Capcom: Clash of Super Heroes — за динамичный игровой процесс, визуальную составляющую, набор бойцов и высококачественные анимации спрайтов. Порты для Dreamcast и Sega Saturn также получили положительные оценки за высокую техническую производительность, сопоставимую с производительностью версий для аркадных автоматов. С другой стороны, рецензенты раскритиковали версию для PlayStation за удаление командных сражений и заметное снижение кадровой частоты и качества анимации, обусловленные ограничениями оперативной памяти консоли. 
Рецензенты положительно оценили не только аналогичные аспекты Marvel vs. Capcom 2: New Age of Heroes, но и расширенный набор персонажей и бои 3 на 3. Версии для Dreamcast, PlayStation 2 и Xbox подверглись критике за отсутствие поддержки многопользовательского режима за пределами Японии. Capcom устранила эту проблему в портах для PlayStation 3 и Xbox 360, сетевые функции которых получили положительные отзывы. В то же время некоторые критики сетовали на неуместные композиции в жанре джаз из саундтрека.
В случае с Marvel vs. Capcom 3: Fate of Two Worlds критики хвалили набор разнообразных персонажей, визуальный стиль, а также упрощение игрового процесса и управления, благодаря чему игра стала более доступной для новых пользователей. Ultimate Marvel vs. Capcom была удостоена высоких оценок за новых бойцов, изменения игрового процесса и улучшение многопользовательского режима. С другой стороны, рецензенты сетовали на отсутствие дополнительных игровых режимов. Marvel vs. Capcom Origins получила положительные оценки за сохранение целостности оригинальных версий для аркадных автоматов, высококачественные визуальные эффекты, улучшенный многопользовательский онлайн-режим, систему испытаний и различный открываемый внутриигровой контент; в то же время некоторые обозреватели критиковали сборник из-за устаревшего игрового процесса и несбалансированных персонажей. Marvel vs. Capcom: Infinite получила смешанные оценки: среди положительных моментов критики выделили новые игровые механики, такие как Active Switch и Камни Бесконечности, а среди отрицательных — визуальную составляющую и небольшой набор персонажей.
В 2012 году редакция Complex поместила Marvel vs. Capcom на 37-е место в списке лучших игровых франшиз и отметила, что «ей удалось выдержать проверку временем благодаря сочетанию бешеного темпа и невероятных спецэффектов».